# Rad (ancienne unité)
Pour les articles homonymes, voir RAD.
Le rad (Radiation Absorbed Dose), de symbole rad (ou rd s'il existe un risque de confusion avec le radian), est une ancienne unité de mesure de la dose de radiation absorbée par une cible.
Cette unité est maintenant officiellement obsolète dans le Système international, étant remplacée en 1975 par le gray (symbole Gy), mais reste très utilisée aux États-Unis.

## Définition
Dans le système CGS, le rad est défini par : 1 rad = 100 erg/g.
Par rapport aux unités du Système international d'unités, on a :
1 rad = 0,01 Gy = 1 cGy = 10 mGy
1 Gy = 100 rad

## Historique
Une première unité appelée rad, mais sans rapport direct avec le rad actuel, est proposée dès 1918. Cette unité est fondée sur la quantité de rayons X nécessaire pour tuer des cellules tumorales chez la souris,. 
Le rad moderne est défini en 1953, lors du congrès de la Commission internationale des unités et mesures radiologiques (ICRU), comme étant la dose de radiation absorbée équivalente à 100 ergs d'énergie absorbés dans un gramme de matière. Il est ensuite redéfini en 1970 en unités du Système international, comme étant la dose équivalente à 0,01 joule d'énergie absorbée par un kilogramme de matière.
En 1975, il devient progressivement obsolète en Europe, après avoir été remplacé par le gray lors de la 15e Conférence générale des poids et mesures, sur proposition de la Commission internationale des unités et mesures radiologiques (ICRU),.
L'utilisation du rad aux États-Unis est « vivement déconseillée » par le National Institute of Standards and Technology américain. Néanmoins, cet usage est encore très courant, que ce soit dans les laboratoires, l'industrie ou même les textes réglementaires, et est donc largement toléré.

## Confusions à éviter
Le rad ne doit pas être confondu :
- Avec le rem, qui est l'unité de mesure, également obsolète, utilisée pour exprimer la dose équivalente et la dose efficace.
- Avec le radian, qui est l'unité de mesure d'angle plan, dont le symbole est rad (1 rad = 180°/π).